# Olga Erteszek

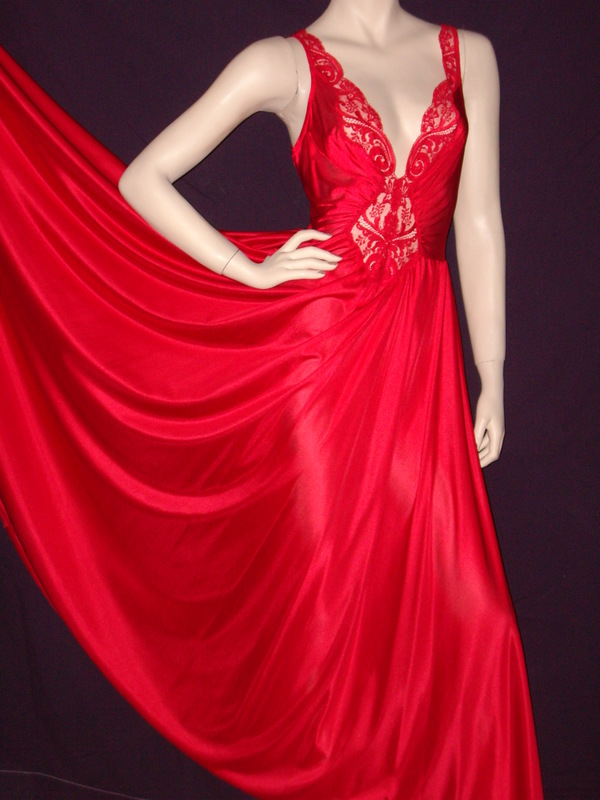
Ett rött Olga-nattlinne av modellen 92270

Olga Erteszek, född 15 juni 1916 i Kraków, död 15 september 1989 i Brentwood, var en polsk-amerikansk underklädesskapare och företagsägare. Hon är känd för sina nattlinnen, vars kjoldel har en generös vidd.

## Biografi
Med sin make Jan (1913–1986) emigrerade Olga Erteszek från Polen och kom så småningom till USA. Hon var dotter till en korsettmakare. Hon arbetade på en låglönefabrik, som tillverkade gördlar och behåar. En dag fick hon i fabriken se en kvinna med strumpor nedhasade till knäna och bestämde sig då för att tillverka strumpebandshållare. Jan, som arbetade som försäljare, sålde dessa till ett varuhus. Detta var början till Olga Erteszeks företag som skulle komma att avlöna omkring 2 000 anställda. Varumärket Olga blev känt för att tillverka eleganta damunderkläder, nattlinnen och mysplagg. Maken Jan kom på Olgas slogan: "Behind every Olga there really is an Olga". Makarna Erteszek tilldelades 1985 California Industrialist of the Year Award. Företaget Olga köptes 1984 av Warnaco för 28 miljoner dollar.
Olga Erteszek dog i bröstcancer 1989.

## Bilder

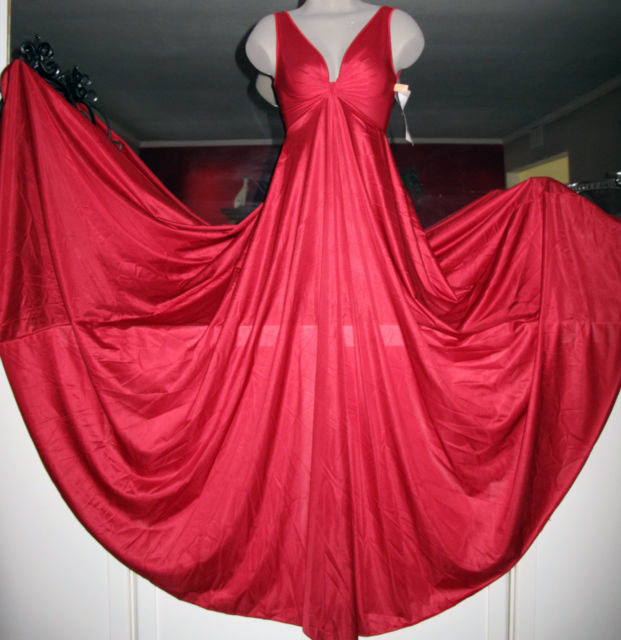
Rött nattlinne.
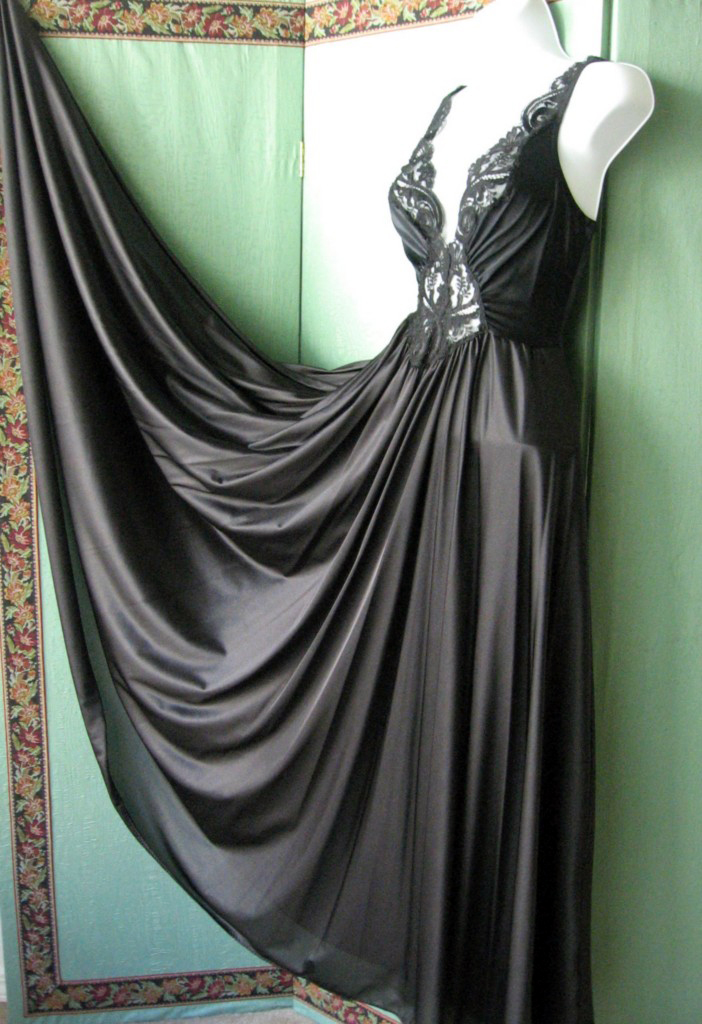
Svart nattlinne.